# Ломе (Немачка)
Ломе (њем. Lohme) општина је у њемачкој савезној држави Мекленбург-Западна Померанија. Једно је од 42 општинска средишта округа Риген. Према процјени из 2010. у општини је живјело 532 становника. Посједује регионалну шифру (AGS) 13061022.

## Географски и демографски подаци
Ломе се налази у савезној држави Мекленбург-Западна Померанија у округу Риген. Општина се налази на надморској висини од 15 метара. Површина општине износи 13,7 km². У самом мјесту је, према процјени из 2010. године, живјело 532 становника. Просјечна густина становништва износи 39 становника/km².